# Suzy McKee Charnas
Suzy McKee Charnas, född 22 oktober 1939 i New York, död 2 januari 2023 i New Mexico, var en amerikansk fantasy- och science fiction-författare, som belönades 1980 med Nebulapriset för kortromanen Unicorn Tapestry. Hon belönades även med Hugopriset och James Tiptree, Jr.-priset för sina verk. Hon bodde i New Mexico under sina sista år.